# 正三位
正三位為日本品秩與神階的一種，位於從二位之下、從三位之上。

## 解說
在律令制度中，從三位以上被稱為貴，亦即上級貴族的位階。
相當於從三位的是中納言、近衛大將與太宰帥等，正三位則為大納言。勳等上正三位屬於勳一等。
隨著時代改變，和官位不符的品秩開始增加，大納言成為從二位，近衛大將、近衛中將為二位與三位混用，也出現一些正三位的中納言。
近代，正三位則相當於華族的伯爵爵位，另外陸軍上將、海軍上將（舊日軍大將）等也會升為正三位。
今天，擔任過內閣大臣職位、政府的重要官職或是在學術上有重要功勞者，死後也會被追贈正三位的品秩。

## 外部連結
- 位階令